# Тяжёлый день
«Тяжёлый день» — советская и российская рок-группа. Возникла в результате раскола в группе «Чёрный кофе».

## История группы
«Тяжёлый день» был основан в 1986 музыкантами Сергеем Чесноковым и Алексеем Никаноровым, которые ушли из группы «Чёрный кофе», поскольку лидер «Кофе» Дмитрий Варшавский не хотел исполнять написанные ими песни. К ним присоединились Владимир Бажин и Николай Горенко, игравшие до этого в группе «Нюанс». В ноябре 1986 музыканты приступили к репетициям.
После трех недель ежедневных изнурительных репетиций и родилось название «Тяжелый день».
Стиль коллектива — хард-н-хэви. Группа играет экспрессивную, но мелодичную музыку. Центральный образ текстов — сильный, традиционный для металла герой.
В феврале 1987 года группа выступает на московском «Фестивале надежд» и становится лауреатом, получив возможность записи альбома на фирме «Мелодия»; им стал альбом «В полёт», вышедший в том же году и практически одновременно с миньоном. С группой сотрудничал поэт-песенник Александр Шаганов. Второй альбом вышел в 1989 году. К тому моменту «Тяжёлый день» в результате конфликта покинул Московскую рок-лабораторию. В начале 90-х группа записала сплит-альбом с французскими группами Pascal Mulot и Abcent.

## Состав группы

### Действующий состав
- Сергей Чесноков — гитара (основатель, 1986—1993, 2000, с 2018 — наст.время)
- Юрий Рукавишников — вокал (с 2018 года)
- Валерий Поволяев — бас-гитара (1984—1989, 2000)
- Алексей Никаноров — ударные (1984—1989, 2000)

### Бывшие участники
- Владимир Бажин — вокал [альбомы «В полёт» 1988 и «Тяжелый день» 1989] (1984—1986, 1987—1990)
- Андрей Моисеев — ударные [альбомы «Тяжелый день» 1989 и «В краю дураков» 1992]
- Михаил «Мефодий» Шахиджанов — бас-гитара [альбом «В полёт» 1988]
- Евгений Баданов — вокал [альбом «В краю дураков» 1992]
- Алик Грановский — бас-гитара [альбом «В краю дураков» 1992]
- Шатуновский Андрей Григорьевич — ударные
- Андрей Гирнык «ZZ-Top» — бас-гитара
- Юрий Забелло — вокал (1987)
- Александр Бобков — бас-гитара
- Николай Горенко — бас-гитара

## Дискография
- 1987 — «В полёт». Общий тираж: 415 610 экз.[8]
- 1989 — «Тяжёлый день». Общий тираж: 151 000 экз.[8]
- 1991 — «В краю дураков»